# 若狭 (八板清定女)

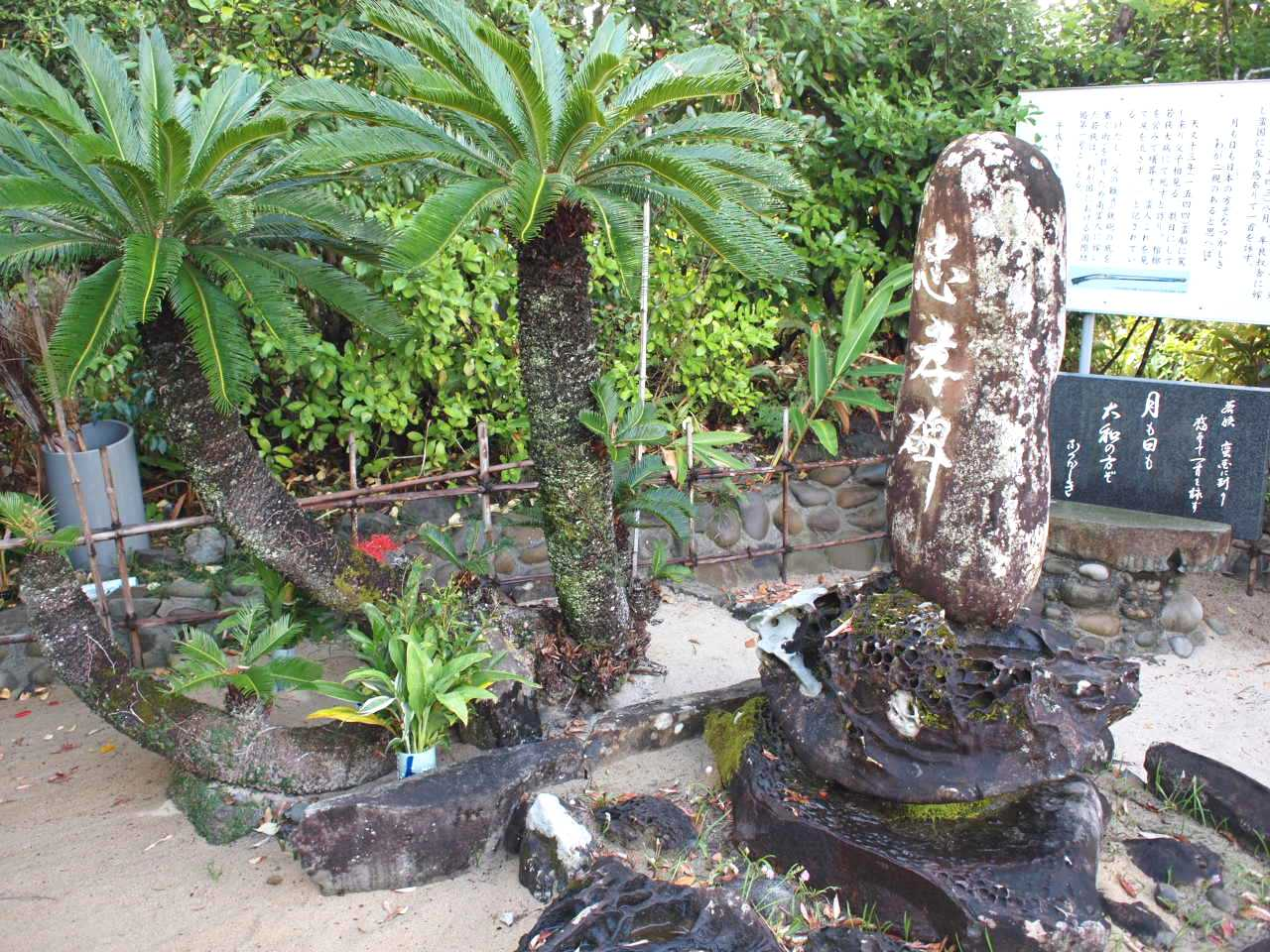
西之表市にある若狭の墓。ソテツの根元にある小さな石が墓で、右に建つのは「若狭忠孝碑」

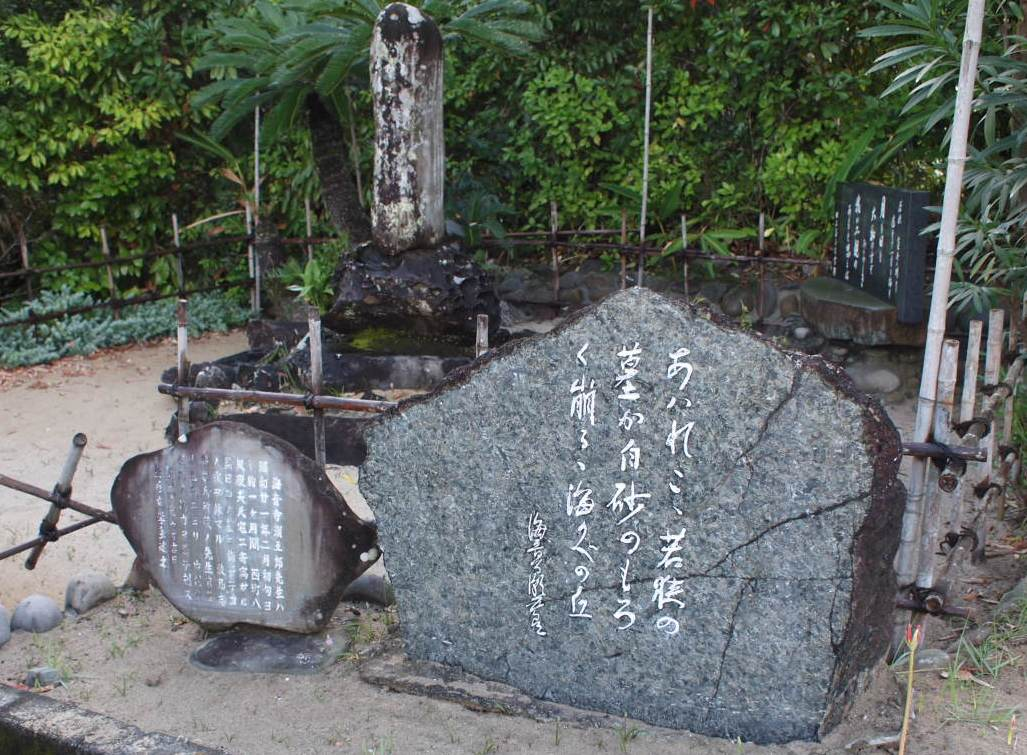
若狭の墓地のそばに建つ海音寺潮五郎の歌碑

若狭（わかさ、大永7年4月15日（1527年5月15日） - 没年不詳）は、日本の戦国時代の女性。種子島の刀鍛冶八板金兵衛清定の娘である。天文12年（1543年）の鉄砲伝来の際、ポルトガル人に嫁いで金兵衛の鉄砲国産化に寄与したという伝承がある。

## 概要
八板家系図に「女子 若狭 大永7年4月15日生。母は楢原氏の娘。天文12年8月牟良叔舎に嫁ぎ蛮国に至る。（中略）天文13年蛮船に駕し来り父子相見る。数日して若狭大病にて死亡たると詐り、棺槨を当てて殯葬す。蛮人これを見て涙を流さず」との記載がある。
これは現代語に訳すと、「女子 若狭 大永7年（1527年）4月15日生まれ。母は楢原氏の娘。天文12年（1543年）8月に牟良叔舎（フランシスコ）に嫁いで外国へ行った。（中略）天文13年（1544年）に外国船（ポルトガル船）に乗って帰って来て、父子は再会を果たした。それから数日経った時、若狭が大病にかかって死んだと偽って、棺に入れて葬儀を行った。外国人（ポルトガル人）はこの様子を見ても涙を流さなかった。」という意味になる。この記録が史実であれば、日本人と西欧人の結婚としては日本初のものである。

## 伝承
天文12年（1543年）、種子島に南蛮船が漂着し、日本に鉄砲が伝来する。種子島氏第14代当主・種子島時尭はポルトガル人から2挺の火縄銃を2,000両で購入し、射撃術を習った。時尭は家臣の篠川小四郎に火薬の調合と製法を、刀鍛冶の八板金兵衛に鉄砲製作を命じた。
火縄銃の国産化には、ねじの技術が最大の難関となった。金兵衛の製作する銃は尾栓(銃身の底を塞ぐ部品)を鍛接して固定したため、発射すると尾栓が吹き飛んだり破損したりして、失敗の連続であった。南蛮人の火縄銃は銃身の内側と尾栓にネジ切りをして、尾栓をねじ込んで固定してあったのだが、当時の日本にはネジの概念がなく、金兵衛には銃身の底を強固に塞ぐ方法が判らなかった。思いあまった金兵衛は時尭に銃を壊して調べることを願い出るが許可されず、苦悩する父のために、娘の若狭はネジの秘密と引き換えに、南蛮人に嫁いだとされる。ただし、この若狭とネジの話は口承のみで、立証する資料や記録が残っていない。
父母を思う心が募った若狭は、次の歌を詠んだ。
西之表市天神雲之城墓地に若狭の墓とされる石があり、付近に「若狭忠孝碑」、小説家海音寺潮五郎の歌碑が建っている。

## 「若狭伝説」にちなんだ作品
『鉄砲伝来記』
1968年製作の大映映画。八板金兵衛を東野英治郎、若狭を若尾文子が演じている。あらすじは以下の通り。
八板金兵衛は、時尭から火縄銃を渡され製作を命じられたが、銃の破裂で重傷を負った上、火縄銃を盗まれてしまう。ポルトガル船の船長ピントオが護身用の銃を持っていることを知った若狭はピントオを訪ね、ピントオはその熱意にほだされて銃を貸し与える。やがて若狭とピントオは恋に落ち、若狭は子を身ごもる。しかし、ピントオがポルトガルに帰国する際、若狭は父の反対にあって種子島に残ることになる。翌年、ピントオは若狭を迎えに種子島を再訪するが、すでに、若狭は息子をかばって崖から落ち、亡くなっていた。
若狭 WAKASA
ポルトガルで製作されたドキュメンタリー映画。2010年のインディ・リスボア国際映画祭短編部門で最優秀映像賞を受賞。

## 「若狭伝説」にちなんだ命名

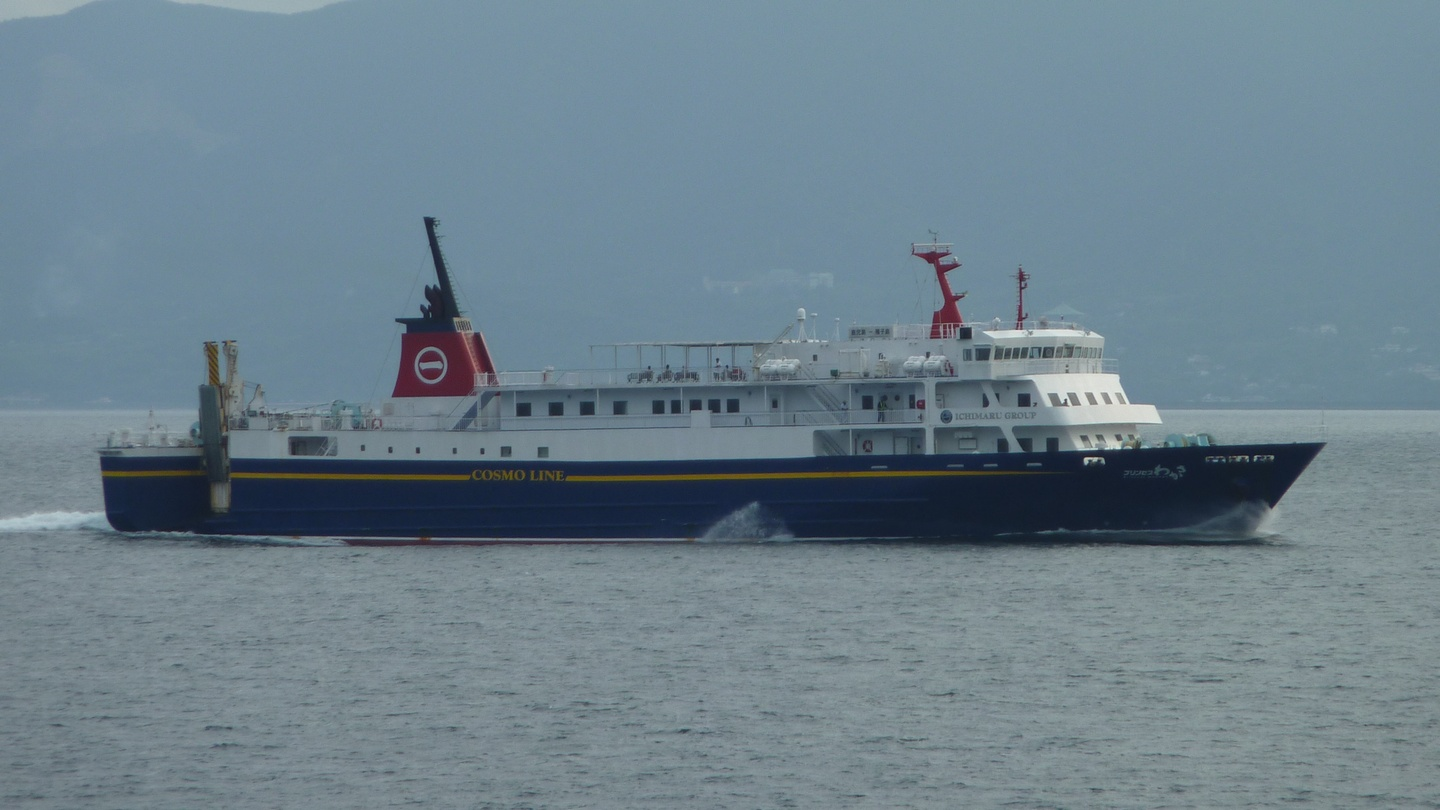
プリンセスわかさ

- 若狭公園（西之表市鴨女町）：市民憩いの広場として展望所や遊歩道が整備されており、銃弾形をした「鉄砲伝来記念碑」や「日葡（ポルトガル）親交記念碑」などが建っている[7]。
- プリンセスわかさ：鹿児島本港南埠頭と西之表港を結ぶコスモライン所有のカーフェリー。